# Sainte-Marie-de-Vatimesnil
Sainte-Marie-de-Vatimesnil is een gemeente in het Franse departement Eure (regio Normandië) en telt 235 inwoners (1999). De plaats maakt deel uit van het arrondissement Les Andelys.

## Geografie
De oppervlakte van Sainte-Marie-de-Vatimesnil bedraagt 7,3 km², de bevolkingsdichtheid is 32,2 inwoners per km².
De onderstaande kaart toont de ligging van Sainte-Marie-de-Vatimesnil met de belangrijkste infrastructuur en aangrenzende gemeenten.

## Demografie
Onderstaande figuur toont het verloop van het inwonertal (bron: INSEE-tellingen).